# برج العذراء
برج العذراء (أو السنبلة) هو سادس برج من الأبراج الإثني عشر من دائرة البروج أي قوس من دائرة مسار الشمس. وهو برج من الجهة الشمالية للسماء يمتد من 150 إلى 180 درجة من دائرة الأبراج. تعبر الشمس هذه المنطقة (في المتوسط) بين 23 أغسطس 21 سبتمبر في منطقة الأبراج الاستوائية. تكون الشمس في هذا البرج عند أواخر الصیف. فی الماضي البعید کانت كوكبة العذراء في هذه البرج ویسمی بالعذراء والیوم کوکبة فلکیة الأسد فیها نتيجة لتقدم محور الأرض.
حسبَ الأساطير الميثولوجية الإغريقية، العذراء هي أستريا ابنة الإله زيوس.